# Bitter SC
La SC è un'autovettura prodotta dalla casa automobilistica tedesca Bitter tra il 1981 e il 1986.

## Storia e profilo
Nel 1977 Erich Bitter, titolare dell'omonima Casa automobilistica, cominciò a lavorare alla sostituta della Bitter CD, un modello oramai decisamente troppo vecchio nello stile.
Quasi in contemporanea, la Opel lanciò l'ammiraglia Senator. Poiché Erich Bitter vide nella meccanica e nel pianale della nuova Opel un valido punto di partenza, questi contattò la Casa di Rüsselsheim per stringere un nuovo accordo, dopo quello precedente che portò alla nascita della CD. In base a tale nuovo accordo, la Opel permise a Erich Bitter di utilizzare il pianale e la meccanica della Senator per costruire la sua nuova coupé.
I lavori si protrassero per circa due anni, durante i quali la Bitter non ebbe in listino alcun modello e il lancio avvenne nel 1981. Nacque così la Bitter SC, la nuova coupé destinata a sostituire la CD.
Se la CD balzava all'occhio per la sua somiglianza con la Maserati Ghibli, la silhouette a tre volumi della SC appariva invece simile a quella della Ferrari 400, anch'essa una coupé a tre volumi.

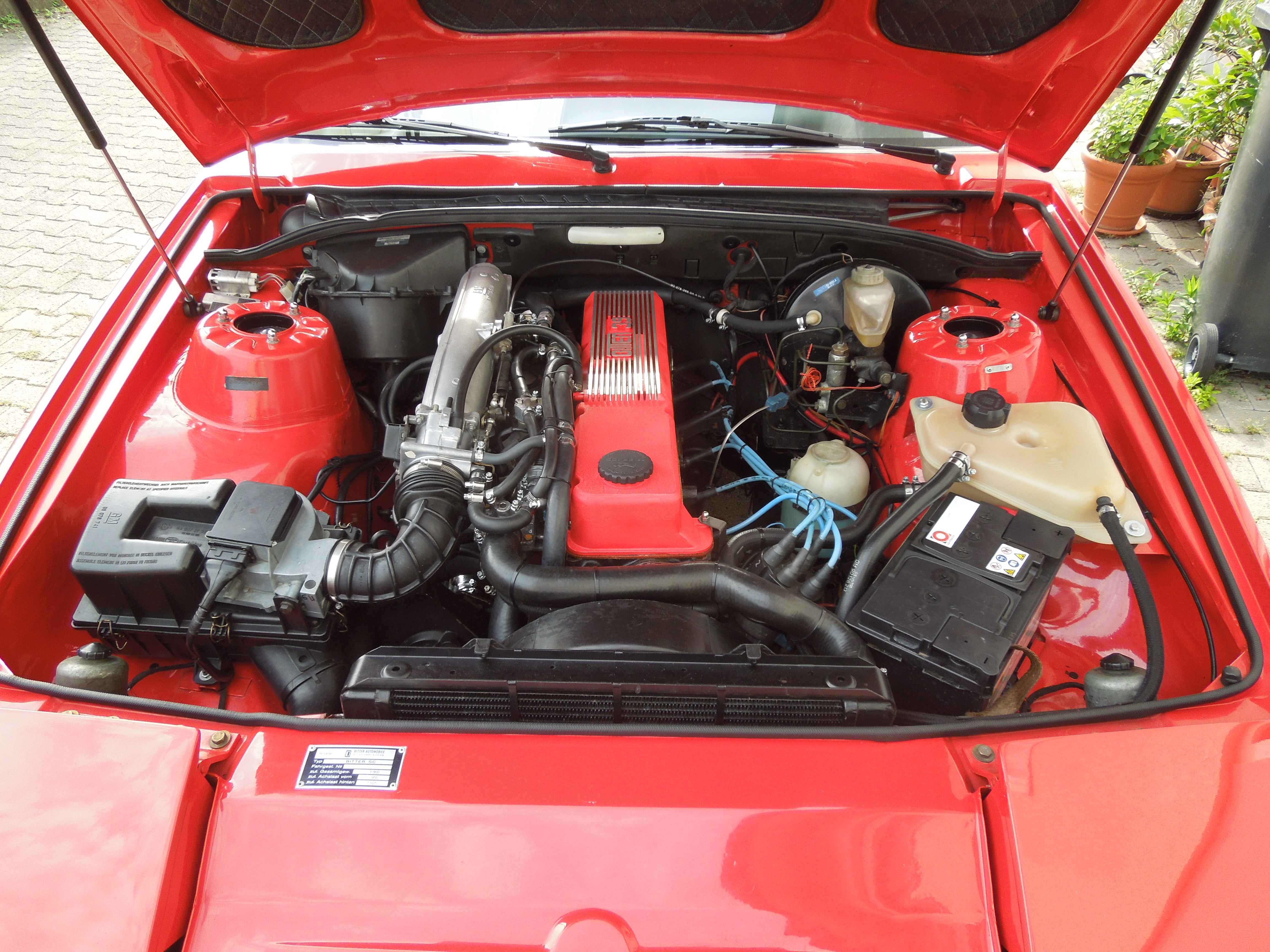
Il motore 6 cilindri in linea

La SC montava inizialmente il motore a 6 cilindri da 2986 cm³ della Senator. Tale motore, con monoalbero, erogava fino a 180 CV.
Nel 1983 fu proposta anche la versione cabriolet, prodotta in numero assai limitato, anche in rapporto al già limitato volume della produzione totale SC.
Nel 1984 il vecchio 3 litri venne sostituito da un motore da 3848 cm³ in grado di erogare 210 CV. Nello stesso anno furono realizzati 4 esemplari con carrozzeria berlina.
La produzione della SC terminò nel 1986. In totale furono prodotti 525 esemplari, così suddivisi:
- 498 coupé;
- 23 cabriolet;
- 4 berline.